# オーッサ・スルタン国
オーッサ・スルタン国又はアファール首長国は、1734年～1936年にかけてエチオピア東部のアファール州に存在した王国。
アファール人が支配していた。
1936年にイタリア領東アフリカに併合され、1945年にエチオピアの一部になった。
1970年代までは名目上のスルタンがエチオピア政府により指名され、大きな自治権を持っていた。

## 歴史

### 独立時代

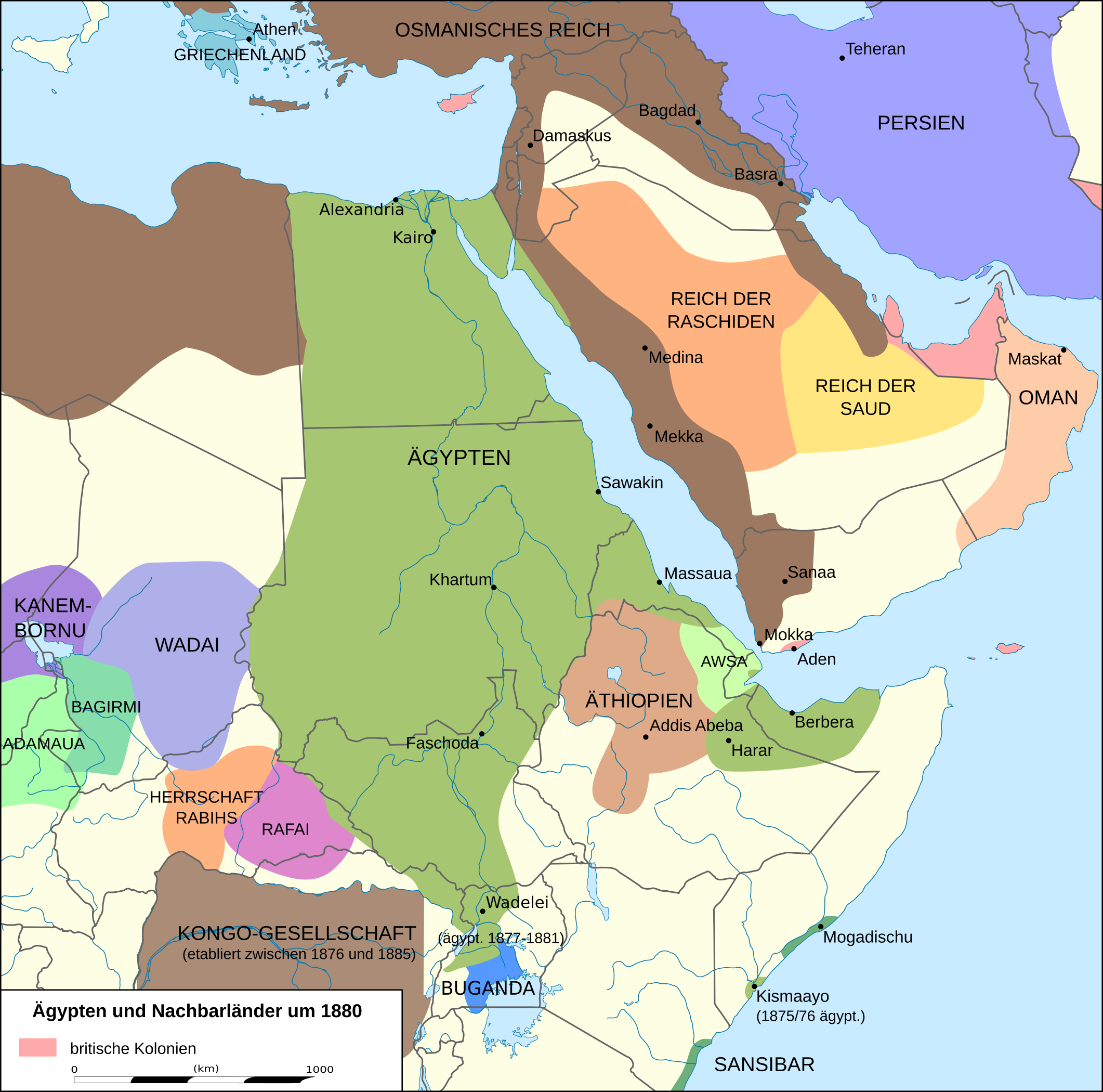
1880年頃の地図。アファール首長国は中央やや下の薄黄緑の領域。

1734年、アファール人のムダイト氏族長のケダフはムダイト朝を開いた。
スルタンの初期の象徴は銀の元帥杖で、魔力が有ると考えられていた。
勢力圏は現在のエリトリアのデンケル低地まで及んだ。
1749年、息子のムハンマド・ケダフがスルタンを継いだ。
1779年、ムハンマド・ケダフは息子のイジュダヒスに王位を譲った。
1801年、イジュダヒスは王位を譲った。

### 大国の狭間で
1865年、統一したばかりのイタリア王国にアッサブを売却した。
1875年、ムハンマド・イブン・ハンファドへはエジプトのエチオピア征服軍を率いるワーナー・ムンジンガーを破って殺害した。
1890年、イタリア領エリトリアが成立した。
1894年～1896年、メネリク2世率いるエチオピアとイタリアの間で第一次エチオピア戦争が起きた。
エチオピアはオーッサ・スルタン国がイタリアに協力しないように、首都アサイタに軍を駐留させた。
1935年～1939年の第二次エチオピア戦争で、オーッサ・スルタン国は侵略者のイタリアに協力した。
1943年、誕生したばかりのエチオピア新政府はオーッサ・スルタン国に軍を送ってスルタンを捕え、彼の親戚のアリミラー・ハンフェレをスルタンに任じた。
中央集権化を進めるハイレ・セラシエ1世政権と、自治権を守りたいアリミラーは衝突し続けた。
アリミラーはアファール人が自治州の下で団結すべきと考えた。

### 近代エチオピアの一部として
1961年、エチオピア・エリトリア連邦の解体が近づくと、エリトリアの55人のアファール人首長はエチオピアのアファール自治州を承認した。
1963年、エリトリア国が解体されエリトリア州になった事を受けて、アファール人首長はアッサブに集まり、自治州の創設を目指す事に合意した。
1964年、彼らは首都アディスアベバでハイレ・セラシエ1世に自治州創設を要求したが、退けられた。
1974年、エチオピア帝国は滅亡し、社会主義国となった。
1975年、アリミラーはサウジアラビアに亡命した。
1991年、メンギスツ政権の崩壊を受けて、アリミラーが帰国した。
2011年、アリミラーが亡くなり、息子がスルタンを継いだ。